# Підземні води

Підземні води — води, що містяться у верхній частині земної кори. Заповнюють проміжки, пори, тріщини, пустоти, порожнини. У ґрунті заповнюють капіляри. Поділяються на води зони аерації, ґрунтові і артезіанські.

## Загальна характеристика
Підземні води розташовані нижче земної поверхні і дна поверхневих водоймищ і водотоків, що заповнюють пори, тріщини й інші порожнечі гірських порід у рідкому, твердому або газоподібному стані. Утворюються внаслідок інфільтрації атмосферних опадів та поверхневих вод, конденсації водяної пари, магматичних процесів та метаморфізму тощо.
Шари гірських порід, що насичені гравітаційною водою, утворюють водоносні горизонти, або пласти, котрі складають водоносні комплекси, гірські породи яких характеризуються різними ступенями вологоємності, водопроникності та водовіддачі. Перший від поверхні Землі постійно існуючий безнапірний водоносний горизонт називається горизонтом ґрунтових вод. Безпосередньо над його поверхнею (дзеркалом ґрунтових вод) поширені капілярні води, які можуть бути завислими, тобто не з'єднаними з дзеркалом ґрунтових вод. Весь простір від поверхні Землі до дзеркала ґрунтових вод називається зоною аерації, в якій проходить просочування вод з поверхні. В зоні аерації на окремих розмежованих прошарках порід, які характеризуються меншою фільтраційною здатністю, в період живлення ґрунтових вод можуть утворюватись тимчасові, або сезонні, скупчення підземних вод, які називається верховодкою. Водоносні горизонти, що залягають нижче ґрунтових вод і відділяються від них пластами водонепроникних (водотривких) або слабкопроникних порід, називаються горизонтами міжпластових вод. Вони звичайно перебувають під гідростатичним тиском (артезіанські води), рідше мають вільну поверхню — безнапірні води.
Підземні води є джерелом водопостачання (іноді їх використовують для зрошування), мінеральні води — для лікування. За характером використання підземні води підрозділялись на 4 види: питні і технічні, що застосовуються для господарсько-питного та виробничо-технічного водопостачання, зрошення земель та обводнення пасовищ; лікувальні мінеральні води, що використовуються з бальнеологічною метою і як столові напої; теплоенергетичні (включаючи пароводяні суміші) — для теплопостачання промислових, сільськогосподарських та громадських об'єктів, а в окремих випадках — і для вироблення електроенергії; промислові води — для вилучення із них цінних компонентів. У ряді випадків підземні води одночасно є мінеральними і теплоенергетичними, промисловими і теплоенергетичними, у зв'язку з чим вони розглядаються як комплексна корисна копалина. Родовища прісних і солонуватих вод, що використовуються для господарсько-питного водопостачання і зрошування, підрозділяються на основні типи: родовища річкових долин, артезіанських басейнів, конусів виносу передгірських шлейфів і міжгірських западин, що обмежені по площі структур або масивів тріщинних та тріщинно-карстових порід, тектонічних порушень, піщаних масивів, пустель та напівпустель, надморенних та міжморенних водольодовикових відкладів, областей розвитку вічномерзлих порід. Див. також карстові води, ґрунтові води, мінеральні води, артезіанські води.
Підземні води, що містяться в порах (наприклад, у піщанних породах), називають поровими, в тріщинах — тріщинними. Розрізняють підземні води і за віком та походженням водовміщуючих порід (наприклад води четвертинних відкладів, води флювіогляціальних відкладів тощо). Залежно від гідравлічних властивостей води можуть бути безнапірними і напірними. За температурою підземні води поділяють на дуже холодні (від 0 до 4 °С), холодні (від 4 до 20 °С), теплі (20–37 °C), гарячі (37–100 °С) i дуже гарячі, або перегріті (понад 100 °С).

## Теорії походження підземних вод
- Інфільтраційна теорія — висунута французькими вченими Б. Паліссі і Е. Маріотом в 16 ст. Пояснювала утворення підземних вод просочуванням в породи атмосферних опадів.
- Конденсаційна теорія — висунута німецьким гідрологом О. Фогелем у 1887 році. За нею підземні води утворюються шляхом проникнення у гірські породи повітря і наступною конденсацією з нього водяної пари.
- Ювеніальна теорія — запропонована австрійським геологом Е. Зюссом на початку ХХ ст. Згідно з теорією підземні води утворилися з водяної пари і газоподібних продуктів, які виділяються з розплавленої магми в глибоких надрах землі; поступаючи у вищі шари земної кори, вони конденсуються і дають початок ювеніальним водам.
- Теорія реліктового походження підземних вод — згідно з нею підземні води глибоких зон являють собою залишкові води давніх басейнів, захоронені у відкладах, які утворились у цих басейнах.

### Вік підземних вод
Вік підземних вод — середній час знаходження підземних вод у земних надрах, починаючи від попадання у водоносний горизонт і закінчуючи виходом на поверхню. У різних зонах водообміну поняття віку змінюється, а  у осередках розвантаження часто можуть бути відносно древні води.
Існують три основних методи визначення віку підземних вод:
- 1) гідродинамічний;
- 2) інертних газів, які розчинені у підземних водах;
- 3) радіогенних (з коротким періодом життя) ізотопів.

Гідродинамічний метод базується на розрахунку сучасних швидкостей руху підземних вод. Метод інертних газів застосовується для визначення віку відносно древніх вод, час знаходження яких під землею нараховує, як правило, мільйони років. Метод радіогенних ізотопів використовує короткоживучі ізотопи (3Н, 14С, 32Si, 36Cl, 10Be), які безперервно утворюються у верхніх шарах атмосфери. Строк їх життя — від декількох до мільйонів років, тому вони можуть використовуватися як індикатор віку порівняно молодих підземних вод.
Якщо за час, який дорівнює 4–5 періодам напіврозпаду радіогенного ізотопу, у водоносний горизонт надходили «свіжі» інфільтраційні води, то їх вік достеменно встановлюється за кількістю такого ізотопу. Найчастіше для цього використовують тритій і радіовуглець.

## Класифікації підземних вод
На сьогодні не існує єдиної комплексної класифікації підземних вод. Існують окремі класифікації підземних вод за: умовами залягання, хімічним складом, температурою, солоністю, використанням, забрудненістю, захищеністю, ступенем вивченості тощо.
За джерелами надходження у водоносні горизонти і комплекси:
- метеогенні (надходять з атмосфери, включають інфільтраційні, інфлюаційні та конденсаційні води);
- літогенні (формуються у літосфері і поділяються на седиментогенні, відроджені, новоутворені, конденсаційні, солюційні);
- ювенільні або ендогенні (ті, які вперше потрапили у літосферу з мантії).

Інфільтраційні води утворюються завдяки просочуванню з поверхні Землі дощових, талих та річкових вод. За складом вони переважно гідрокарбонатно-кальцієві та магнієві. При вилуговуванні гіпсових порід формуються сульфатно-кальцієві, а при розчиненні соленосних — хлоридно-натрієві води. Конденсаційні П.в. утворюються внаслідок конденсації водяних парів у порах або тріщинах порід. Седиментаційні води формуються в процесі геологічних осадоутворень і звичайно являють собою змінені поховані води морського походження (хлоридно-натрієві, хлоридно-кальцієво-натрієві тощо). До них також належать поховані розсоли солерудних басейнів, а також ультрапрісні води піщаних лінз у моренних відкладах. Води, що утворюються із магми при її кристалізації і при метаморфізмі гірських порід, називаються магматогенними або ювенільними водами.
За місцем знаходження:
- порові (у пісках, галечниках та інших уламкових породах);
- тріщинні (у скельних породах);
- карстові (у розчинних породах — вапняках, доломітах, гіпсах тощо).

Серед підземних вод розрізняють верховодку, ґрунтові води й міжпластові (безнапірні та артезіанські води); за ступенем мінералізації — прісні й мінеральні води.
За ступенем мінералізації (за В. Вернадським) на:
- прісні (до 1 г/л);
- солонуваті (від 1 до 10 г/л);
- солоні (від 10 до 50 г/л);
- підземні розсоли (понад 50 г/л).

За температурою °C:
- переохолоджені (нижче 0);
- холодні (від 0 до 20);
- теплі (від 20 до 37);
- гарячі (від 37 до 50);
- дуже гарячі (від 50 до 100);
- перегріті (понад 100).

Підземні води — корисна копалина, запаси якої, на відміну від інших видів корисних копалин, відтворювані. В областях існування підземних вод температура коливається від -93 до 1200 °С, тиск від декількох до 3000 МПа. Підземні води — природні розчини, що містять понад 60 хімічних елементів (найчастіше — K, Na, Ca, Mg, Fe, Cl, S, C, Si, N, O, Н), а також мікроорганізми. Як правило, підземні води насичені газами (СО2, О2, N2 та ін.). Підземні води, які переміщаються у водоносному пласті, тектонічній або карстовій зоні з великою швидкістю фільтрації називають підземним потоком. Переміщення підземних вод під дією гідравлічного напору або гравітаційних сил називають підземним стоком. Найчастіше такий стік направлений в бік моря, русла річки тощо.

### Класифікація підземних вод за Зайцевим
У 1961 р. Зайцев розробив класифікацію підземних вод за характером їх скупчень, яка дозволяє враховувати особливості розподілу, залягання і динаміки підземних вод, ступінь літифікації порід, характер їх прогальності. У класифікації 3 типи вод:
1. Пластові (індекс типу П. Класи: 1 порові; 2 тріщинно-порові; 3 порово-тріщинні; 4 тріщинні; 5 тріщинно-карстові) — зазвичай розвинуті в осадових породах.
2. Тріщинно-жильні (індекс типу Т. Класи: 6 регіонально-тріщинні води зон вивітрювання; 7 регіонально-тріщинні води зон тектонічної і літогенетичної тріщинуватості; 8 карстово-жильні; 9 локально-тріщинні води зон тектонічних порушень (їх Зайцев поділив на 3 відділи: води тектонічних розломів; води інтрузивних контактів; води жильних утворень)) — в метаморфічних та інтрузивних породах.
3. Лавові (індекс типу Л. Класи: 10 верхньолавові; 11 міжлавові; 12 внутрішньолавові) — в ефузивних породах.
П1 відносять до незцементованих піщаних та інших відкладів глибини залягання від декількох метрів до 3 км (півострів Апшерон); від кайнозою до верхнього протерозою. Розповсюдження в четвертинних відкладах — алювіальних, льодовикових, морських. Ці води через джерела та свердловини дають до 10–100 і більше л/с.
Між П2 і П3 немає чітких меж. Вік — палеозой — Російська платформа; мезозой — Західно-Сибірська плита, палеоген, неоген — у Передкавказзі, на Копетдазі.
П4 генетично пов'язані з регіонально-тріщінними водами Т7.
П5 — в карбонатних та теригенно-карбонатних. У палеозойських відкладах — Російська і Сибірська платформи. В мезозої і трохи в кайнозої — на Скіфській плиті. Є вони у міжгірських западинах, на вододілах і схилах Кримських, Кавказьких та інших гірсько-складчастих областях.
Т8 — залягання в карбонатних і теригенно-карбонатних перекристалізованих і сильно дислоційованих породах; розповсюдження для Криму, Кавказу, Тянь-Шань, Саян та ін., що перетерпіли складкоутворення.
Обводненість порід з водами П5 і Т8 велика (до сотень л/с).
Інші відділи класу Т9 складають води інтрузивних контактів і жильних утворень; розповсюджені в складчастих областях.

## Фізичні властивості підземних вод
Підземні води є розчинами, що містять солі, іони, колоїди і гази.
До основних фізичних властивостей, які аналізують при дослідженні підземних вод, відносять: колір, запах, смак, прозорість, температуру, щільність, стисливість, в'язкість, радіоактивність, електропровідність.
- Колір підземних вод залежить від їх хімічного складу і механічних домішок. В основному підземні води безколірні. Жовтуватий колір характерний для вод болотного походження, що містять гумінові речовини. Сірководневі води внаслідок окислення сірководню і утворення тонкої колоїдної «муті», складеної з частинок сірки, мають зеленуватий відтінок. Колір води оцінюється за стандартною платино-кобальтовою шкалою в градусах.
- Запах в підземних водах в основному відсутній. Відчуття запаху свідчить або про наявність газів біохімічного походження (сірководень та ін.) або про присутність гниючих органічних речовин. Характер запаху виражають описово: без запаху, сірководневий, болотний, пліснявий та ін. Інтенсивність запаху оцінюють по десятибальній шкалі.
- Смак води залежить від складу розчинених речовин, солоний смак зумовлений хлористим натрієм, гіркий — сульфатом магнію, іржавий — солями заліза. Солодкуватий смак мають води багаті органічними речовинами. Наявність вільної вуглекислоти придає воді приємного освіжаючого смаку. Смак води оцінюється за таблицями в балах.
- Прозорість підземних вод залежить від кількості розчинених в ній мінеральних речовин, вмісту механічних домішок, органічних речовин і колоїдів. Для вказання ступеня прозорості служить наступна номенклатура: прозора, слабоопалесціююча, опалесціююча, злегка каламутна, сильно каламутна. Каламутність оцінюють в міліграмах сухої речовини на літр води.
- Температура підземних вод залежить від геотермальних особливостей району. Вона відображає вікові, тектонічні, літологічні і гідродинамічні особливості водоносних горизонтів. Температура води впливає на її хімічний склад, в'язкість та коефіцієнт фільтрації. В природних умовах підземні води можуть бути переохолоджені (нижче 0 °C, поширені в районах багаторічної мерзлоти), холодні (нижче 20 °C, приурочені до верхньої зони земної кори, до поясу постійних річних температур в середніх широтах), термальні (які мають температуру 20–100 °С, виявлені буровими свердловинами на різних глибинах), перегріті (температурою 100–375 °С, зустрічаються в районах сучасної вулканічної діяльності).
- Щільність води визначають співвідношенням її маси до об'єму при певній температурі. За одиницю щільності прийнято щільність дистильованої води при температурі 4 °C. Показник щільності залежить від температури, кількості розчинених солей, газів і завислих часток, і змінюється від 1 до 1,4 г/см³.
- Стискуваність це характеристика, яка показує зміну об'єму рідини під дією тиску. Для води стискуваність незначна і характеризується коефіцієнтом стиснення β=(2,7-5)×10-5 Па.
- В'язкість води характеризує внутрішній опір частинок рідини її руху, і кількісно виражається коефіцієнтами динамічної і кінематичної в'язкості. Б. А. Дерягін вивів існування аномалії води в тонких капілярах діаметром менше 0,001 мм. В ній на всьому інтервалі температур коефіцієнт тертя (залежить від в'язкості) залишається постійним, а щільність на 40 % більша звичайної.
- Радіоактивність підземних вод визначають вмістом в ній радону, еманації радію. За рідкісними винятками усі підземні води тою чи іншою мірою радіоактивні. За кількістю еманації радію Е. С. Бурксер виділяє такі типи вод: дуже сильно радіоактивні (радіоактивність більше 10000 еманів); сильно радіоактивні (1000–10000 еман); радіоактивні (100–1000 еман); слабо радіоактивні (10–100) дуже малорадіоактивні (менше 10 еман).
- Електропровідність залежить від кількості солей, розчинених у підземних водах. Прісні води володіють незначною електропровідністю, дистильовані — своєрідні ізолятори. Електропровідність води оцінюють за питомим електричним опором, вона змінюється від 0,02 до 1,0 Ом×м.

## Хімічні властивості підземних вод
- Сульфатність підземних вод — характеристика вмісту у підземній воді сульфат-йона SO42-. Як показник сульфатності використовують відношення SO4/Cl або SO4/(Cl + SO4). Підвищені показники SO42- є пошуковими критеріями сульфідних родовищ, що окиснюються, а знижені — позитивним показником нафтогазоносності.

Підземні води — складні водні розчини. У їхньому складі виділяються: макро- та мікрокомпоненти, гази, органічні речовини, мікроорганізми. Велике значення мають ізотопи хімічних елементів як самої води, так і розчинених у ній речовин. На сьогодні у підземних водах різними методами аналізу визначається 85 (із 105) хімічних елементів, які характеризують загальний хімічний тип води, її властивості та мають те або інше наукове чи практичне значення.
Згідно з Державним стандартом природні води за величиною мінералізації поділяються на такі групи: прісні (до 1 г/кг), солонкуваті (від 1 до 20 г/кг), солоні (20–35 г/кг) та розсоли (більше 35 г/кг). У свою чергу, розсоли поділяються на дуже слабкі (менше 70 г/кг), слабкі (70–140 г/кг), міцні (140–270 г/кг), дуже міцні (270–350 г/кг) та надміцні (від 350 до 760 г/кг).
Для аналізу хімічного складу підземних вод найчастіше застосовуються фізико-хімічні (колориметричні, кінетичні, люмінесцентні, електрохімічні) та фізичні (спектральні, радіоактиваційні, рентгено-спектральні) методи.
Результати хімічного аналізу підземних вод можуть бути представлені у різних формах — іонній, еквівалентній та процент-еквівалентній. Найпоширенішою формою відображення складу підземних вод є формула Курлова (псевдодріб, у чисельнику якого вказано вміст у процент-еквівалентній формі найголовніших аніонів, а у знаменнику — вміст основних катіонів). Причому величину вмісту елементів та сполук записують у вигляді хімічних індексів.

#### Негативна дія підземних вод на метал і бетон
Див. також агресія води.
Негативна дія підземних вод на метал і бетон називається агресією води. Розрізняють агресію вилужну, загальнокислотну, вуглекислотну, сульфатну і магнезіальну.

## Окремі компоненти підземних вод

### Гази у підземних водах
Гази у підземних водах знаходяться у сорбованому, розчиненому та вільному станах. Між вільними і розчинними газами існує динамічна рівновага, яка порушується під час зміни температури й тиску. Основними газами підземних вод є: О2, N2, CO2, H2S, H2, NH3, He, Rn, Ne, Ar, Xe, Kr. За походженням вони поділяються на групи:
- 1) повітряні (N2, O2, CO2, Ne, Ar), що надходять у підземні води з атмосферного повітря;
- 2) біохімічні (CH4, CO2, N2, H2S, H2, О2, важкі вуглеводні), що утворюються внаслідок розкладу мікроорганізмами органічних і мінеральних речовин;
- 3) хімічні (CO2, H2S, H2, CH4, CO, N2, SO2, NH3), які утворюються внаслідок взаємодії води та породи;
- 4) радіоактивні та ядерних реакцій (He, Rn).

### Мікрофлора підземних вод
З мікроорганізмів у підземних водах найбільше значення мають бактерії, мікроскопічні водорості, найпростіші та віруси. До групи бактерій належить більша частина одноклітинних мікробів.
Мікроорганізми, що мешкають в підземних водах дуже активні, адаптивні до різних ступенів мінералізації, температури, тиску. Вони беруть участь в розкладі і синтезі різних органічних і мінеральних сполук, здатні впливати на зміну сольового і газового складу природних вод, їх мінералізацію. Проникнення бактерій в глибину лімітує висока температура (вище 95–100 °С) і мінералізація (130–270 г/кг — так звані «міцні розчини»). Бактерії та мікроби проникають в пори породи і перебувають там в капілярній воді, вкривають стінки пустот.
Дисульфіюючі бактерії, окислюючі речовини, в тому числі нафтові вуглеводи відновлюють сульфати до сірководню. Денітрофікуючі бактерії, окислюючи органічні речовини відновлюють нітрати до нітритів і молекулярного азоту. До них належать бактерії, що зброджують кислоти і здійснюють розклад вуглеводів з утворенням органічних кислот, вуглекислого газу і води, бактерії, що розкладають нафтенові кислоти та інші органічні речовини; тіонові бактерії, що розвиваються при значенні pH близько 7, окислюють сірку та сірковмісні сполуки до сірчаної кислоти; бактерії, що окислюють вуглеводи парафінового ряду; метанокислюючі бактерії, нітрифікуючі бактерії і ін.
У розрізі літосфери виділяють 4 зони, 3 верхні заселені мікроорганізмами, 4-та — безжиттєва. Перша належить до ґрунтових утворень. Простягається до глибини 3-ох метрів, де проходить розклад органічних речовин. Нижче знаходиться зона аерації (глибиною до кількох сотень метрів), заселена анаеробами.
Для оцінки органічного забруднення води користуються колітитром. Під ним розуміють об'єм води, в якому міститься одна кишкова паличка. Залежно від вмісту кишкової палички води класифікують наступним чином: здорова (100 мл на 1 кишкову паличку); досить здорова (10 мл); сумнівна (1 мл); нездорова (0,1); зовсім нездорова (0,01 мл).

### Макрокомпоненти підземних вод
Макрокомпоненти визначають хімічний тип води, її загальну мінералізацію (сухий залишок) та назву за загальним хімічним складом. Основними макрокомпонентами є найрозповсюдженіші у земній корі катіоногенні (Ca, Mg, Na, K, Fe) й аніоногенні (Cl, S, C, Si) елементи. Можливість накопичення у водах певної мінералізації окремих макрокомпонентів визначається розчинністю сполук, що утворені головними катіоногенними елементами з головними аніоногенними. Збільшення мінералізації підземних вод відбувається за рахунок появи у розчинах більш розчинних сполук. Наймінералізованішими (М до 760 г/дм³) є надміцні хлоридні натрієві розсоли, а найменш мінералізованими (М менш ніж 10 мг/дм³) — ультрапрісні гідрокарбонатні натрієві води.
Основні йони підземних вод, які в сумі складають більшу частину (за О. А. Алекіним — 99,9 %) усіх розчинених речовин, а саме аніони Cl–, SO4−2, HCO3–, CO3−2 і катіони Na+, Mg2+, Ca2+.

### Мікрокомпоненти підземних вод
Мікрокомпоненти містяться у підземних водах у незначних кількостях, що визначаються міліграмами, мікрограмами та частками мікрограмів у 1 дм³. Іноді їх концентрації досягають кількостей, що дорівнюють вмісту макрокомпонентів. У цьому випадку вони входять у формулу хімічного складу води, визначаючи її загальний хімічний тип. Багато з мікрокомпонентів (Fe, Mn, Cu, Zn, Pb, Al, Be, Mo, As, Se, Sr, F та ін.) повинні обов'язково визначатися у прісній питній воді, оскільки від них залежить її токсикологічні й інші показники.

### Ізотопи хімічних елементів у підземних водах
Ізотопи — різновиди одного й того ж хімічного елемента, що відрізняються масою атомів. Існують стабільні та радіоактивні ізотопи хімічних елементів як самої води (Н та О), так і макро- та мікрокомпонентів, що вміщуються в ній.
Вивчення природного ізотопного складу підземних вод і штучних радіонуклідів як індикаторів гідрогеологічних, гідрогеохімічних, екологічних процесів має величезне значення. Це, перш за все, визначення віку підземних вод, ідентифікація областей живлення підземних вод, визначення віку нафтогазових покладів, вирішення питань охорони природного середовища та ін.

## Підземні води як корисні копалини
Підземні води корисні як самі по собі, так і завдяки тому, що вони є сировиною для видобутку ряду речовин. Прісні підземні води використовуються для питних, промислових і сільськогосподарських потреб. В нафтовій промисловості підземні води використовуються при обводненні нафтових родовищ.
Загальна кількість хімічних елементів, що вже вилучаються з підземних вод у промислових масштабах і перспективних для вилучення, досягає 30. Широке застосування під час гідрогеохімічного пошуку (за хімічним складом підземних вод) як елементи-індикатори дістали Ag, As, Au, B, Cu, F, Fe, Hg, Li, Mo, Ni, Pb, Zn, Sn, V, U, Ra тощо (усього більше 50 елементів).
Виділення Радону з поверхні підземних вод описується рівнянням
{\displaystyle {\textbf {v}}{\frac {dA_{\mathrm {Rn} }^{\text{ПВ}}}{dx}}=-\lambda _{\mathrm {Rn} }A_{\mathrm {Rn} }^{\text{ПВ}}-j_{\mathrm {Rn} }^{\text{ПВ}},}
де {\displaystyle A_{\mathrm {Rn} }^{\text{ПВ}}} — питома активність підземних вод по радону, {\displaystyle j_{\mathrm {Rn} }^{\text{ПВ}}} — інтенсивність дегазації Радону з підземних вод, {\displaystyle \lambda _{\mathrm {Rn} }} — ефективна константа швидкості процесів сорбції й радіоактивного розпаду Радону, {\displaystyle {\textbf {v}}} — швидкість повітря. Інтегруючи, можна отримати:
{\displaystyle A_{\mathrm {Rn} }^{\text{ПВ}}|_{\text{КІН}}=A_{\mathrm {Rn} }^{\text{ПВ}}|_{\text{ПОЧ}}\exp[-{\frac {(\lambda _{\mathrm {Rn} }+K_{\text{ОБ}}L)}{\textbf {v}}}],}
де {\displaystyle A_{\mathrm {Rn} }^{\text{ПВ}}|_{\text{ПОЧ}},\,\,A_{\mathrm {Rn} }^{\text{ПВ}}|_{\text{КІН}}} — початкове й кінцеве значення питомої активності підземних вод по Радону у точках {\displaystyle x=0,\,}та {\displaystyle x=1.} Абсолютне виділення Радону з підземних вод {\displaystyle I_{\mathrm {Rn} }^{\text{ПВ}}:}
{\displaystyle I_{\mathrm {Rn} }^{\text{ПВ}}=(A_{\mathrm {Rn} }^{\text{ПВ}}|_{\text{ПОЧ}}-A_{\mathrm {Rn} }^{\text{ПВ}}|_{\text{КІН}})Q_{\text{ПВ}},}
де {\displaystyle Q_{\text{ПВ}}} — притікання підземних вод на розглядуваному технологічному об'єкті.

## Рівень підземних вод
Рівень підземних вод (англ. underground water level, нім. unterirdisches Wasserstand m) — перевищення вільної чи п'єзометричної поверхні вод у даній точці (у даній ділянці масиву гірських порід) по відношенню до будь-якої площини порівняння (наприклад, по відношенню до рівня моря).

## Режим підземних вод
Режим підземних вод (англ. underground water conditions, нім. Bodenwasserverhältnisse n pl) — зміна в часі динамічних, геохімічних, температурних та ін. якісних і кількісних показників підземних вод (рівнів, напору, витрат, хімічного і газового стану, температури тощо).
У відповідності з цим говорять про рівневий, температурний, сольовий режими тощо. Основними факторами, які зумовлюють режим підземних вод, є: геологічна будова, яка визначає літологічний склад водоносного горизонту, умови його залягання, живлення і дренажу; геоморфологічні особливості, а також клімат; біосферний та антропогенний вплив.
Всі перераховані фактори діють повсюди, але роль кожного з них на різних територіях є неоднаковою. Наприклад, вплив клімату на режим підземних вод у спекотних пустелях виражається в переважанні випаровування над іншими кліматичними елементами. У полярних регіонах вирішального значення набувають низька температура і велика вологість повітря, які суттєво знижують випаровування.
Природний режим підземних вод часто не відповідає потребам господарської діяльності людини, що викликає необхідність зміни його в той чи інший бік. У зоні надлишкового зволоження головні зусилля людини направлені на зниження рівня ґрунтових вод. У зоні недостатнього зволоження, де в землеробстві застосовується зрошення, зусилля з регулювання підземних вод направлені на утримання рівня ґрунтових вод на певній глибині від поверхні.

## Забруднення підземних вод
Див. Техногенне забруднення підземних вод
Забруднення підземних вод в результаті техногенного впливу на підземну гідросферу є важливим питанням екологічної гідрогеології. Таке явище відбувається при добуванні і використанні корисних копалин, в результаті роботи шахт, кар'єрів, при видобутку нафти і газу. Ймовірно, найбільш складні і часто важко передбачувані забруднення виникають в процесі життя і діяльності людини, при ліквідації побутових відходів. Сільськогосподарська діяльність при неправильно організованому зрошенні і гідромеліорації може порушувати склад ґрунтових вод, обумовлюючи їх засолення. Порушення ґрунтового покриву в місцях будівництва також підсилює процеси засолення підземних вод.

## Роль підземних вод у формуванні земної кори
Це велике коло питань і процесів, який цікавить не тільки гідрогеологію, але і геологію в цілому, а також літологію, вчення про корисні копалини та ін. Існування гідросфери є однією з унікальних особливостей Землі. Саме вона обумовила формування потужного осадового шару земної кори, який подекуди перевищує 20 км. Підземні води обумовлюють перетворення піщано-глинистих осадів, що спочатку накопичилися у водоймах, в щільні осадові гірські породи — пісковики, аргіліти. Цей процес називається діагенезом (від грецького — друге народження, переродження, перетворення), який виявляється ущільненням осадів, видаленням з них частини що містяться у воді, зміною мінерального складу.
Підземні води можуть зумовити хімічне вивітрювання, яке здійснюється не тільки в приповерхневих умовах, але і в підводному, а також глибинній обстановці, до глибини кількох сотень метрів. Одним із прикладів такого вивітрювання є формування каолінів на гранітних породах, коли польові шпати цих магматичних порід перетворюються в каолініт. Подібне явище трапляється і при гідротермальних та метасоматичних процесах, коли подібне перетворення здійснюється глибинними термальними водами. Всі ці процеси породжують родовища каолінів, інших мінеральних скупчень, званих гідротермальними.
Ще одна група діяльності підземних вод зводиться до розчинення порід, зазвичай карбонатних і сульфатних, що призводить до утворення різного роду пустот. Такий процес отримав назву карст. Він виявлений в своєрідних геоморфологічних і гідрогеологічних умовах — формується нижче базису ерозії, зазвичай в знижених місцях. Карст характеризується великою різноманітністю поверхневих і підземних форм — порожнечі, воронки, долини, карри, що створює своєрідний карстовий ландшафт. Карстові порожнини створюють певні складнощі при бурінні та будівництві в таких областях, в тому числі провал бурових труб.
В певних місцевостях люди викачують підземні води швидше, ніж вони поновлюються. Коли з під землі викачується занадто багато води, це призводить до зниження її рівня, а також до виникнення провалів та розломів. Розломи є ознакою напруги поверхні Землі, вони можуть пошкодити будинки, дороги, канали, греблі та загрожувати життю людей. Так, наприклад, станом на 2023 рік, згідно повідомлення видання The New York Times, у США розпочалася національна криза через те, що підземні води швидко викачуються, викликаючи розломи на південному заході країни на багато миль. Ці розломи виявлені в Аризоні, Юті та Каліфорнії. Наприклад, ситуація в Аризоні відома вже досить давно, і наголошується, що 169 миль (272 км) розломів вже зареєстровано. Низький рівень грунтових вод вже призвів до проблем у багатьох частинах США, і відновлення ресурсів може зайняти сторіччя або навіть тисячоліття, якщо це можливо. Один із ключових факторів — це невідповідність у законодавстві поміж штатами, що призводить до недостатнього регулювання викачування підземних вод. В Аризоні це питання взагалі не регулюється, і проблема ускладнюється тим, що наповнення річок щорічно зменшується через зміну клімату.

## Динаміка підземних вод
Динаміка підземних вод — галузь гідрогеології, що вивчає рух підземних вод у гірських породах земної кори, визначає і прогнозує умови та закономірності змін їх руху.

## Підземні води України
На початок 2010 року в України розвідано 450 родовищ питних і технічних підземних вод, 209 родовищ мінеральних вод, 1 родовище теплоенергетичних підземних вод і 1 родовище промислових підземних вод. Упродовж 2009 року розвідано і поставлено на державний баланс 20 ділянок родовищ питних і технічних підземних вод із запасами промислових категорій 31,9 тис. м³/добу і 4 ділянки родовищ мінеральних підземних вод із запасами промислових категорій 505,5 м³/добу.

### Питні та технічні підземні води
Загальні прогнозні ресурси підземних вод в Україні становлять 61 689,2 тис. м³/добу, з яких 57 499,9 тис. м³/добу з мінералізацією до 1,5 г/дм³. Забезпеченість прогнозними ресурсами питних підземних вод населення України по регіонах знаходиться в межах 0,3–5,5 тис. м³/добу, а в середньому — 1,3 тис. м³/добу на одну особу. Підземні води розподілені по регіонах нерівномірно, що зумовлено відмінністю геології та фізико-географічних умов різних регіонів. Переважна частина прогнозних ресурсів зосереджена у північних та західних областях України, ресурси південного регіону обмежені.
Середньорічний обсяг видобутку питних і технічних підземних вод в Україні у 2009 році становив 5 486,52 тис. м³/добу, що на 761,34 тис. менше, ніж у 2008 році. Видобуток з розвіданих родовищ становив 2 309,60 тис. м³/добу, що на 300,19 тис. менше, ніж у 2008 році.

### Мінеральні підземні води
Різні типи мінеральних вод здійснюють на організм людини лікувальний вплив саме завдяки вмісту в цих водах біологічно активних мікроелементів (Fe, Br, I, B, As, Si, F).
Станом на 1 січня 2010 року в Україні розвідано та підготовлена до промислового використання 281 ділянка родовищ мінеральних підземних вод, які зосереджені на 209 родовищах. Експлуатаційні запаси розвіданих родовищ становлять 86 717,5 м³/добу за категоріями А+В+С1 та 1 394,0 м³/добу — за категорією С2. Із загальної кількості розвіданих ділянок родовищ мінеральних вод експлуатується 173 ділянка (тобто 82 % запасів). Мінеральні лікувальні та лікувально-столові підземні води розвідані на 151 родовищі (218 ділянок) із загальною кількістю запасів 71,3 тис. м³/добу, з яких 134 ділянки розробляються. Природні столові води розвідані на 58 родовищах (63 ділянки) із загальним обсягом запасів 16,8 тис. м³/добу, з них розробляється 39 ділянок. На деяких ділянках родовищ розвідані мінеральні води двох типів у різних водоносних горизонтах, що збільшує загальну кількість об'єктів обліку водокористування до 297.
Видобуток підземних мінеральних вод в Україні у 2009 році становив:
- лікувальних та лікувально-столових 4 855,4 м³/добу,
- природних столових вод — 3 401,6 м³/добу (разом технологічними скидами).

Використання підземних мінеральних вод в Україні в 2009 році становив:
- лікувальних та лікувально-столових — 3 772,8 м³/добу, або близько 5,4 % від величини затверджених запасів,
- природних столових — 2 068,5 м3/добу, або 12,3 % від кількості затверджених запасів.[4]

Із 218 ділянок усіх типів мінеральних лікувальних та лікувально-столових підземних вод 111 (50,9 % від загальної кількості затверджених запасів) належить до мінеральних підземних вод без специфічних компонентів і властивостей від маломінералізованих до розсолів з мінералізацією від 1 до 35 г/дм³. Розвідані та затверджені такі родовища в 19 адміністративних областях України.

### Специфічні підземні води
За своїми лікувальними властивостями найбільшу цінність мають води зі специфічними компонентами та властивостями. В Україні віднесено до таких унікальних мінеральних підземних вод 12 родовищ. Станом на 1 січня 2010 року законсервовані Зайчиківське родовище мінеральних вод з підвищеною концентрацією органічних речовин (Хмельницька область), Келечинське родовище вуглекислих залізистих вод і унікальне Тисенське родовище вуглекислих йодо-бромних вод (Закарпатська область).

### Теплоенергетичні підземні води
В Україні такі нетрадиційні джерела енергії, як теплоенергетичні води розвідані в Закарпатському артезіанському басейні. В більшості випадків теплоенергетичні води вміщують в розчинному вигляді підвищену кількість мікроелементів, таких як бром, бор, йод, що робить їх цінною бальнеологічною і промисловою сировиною, а також джерелом для одержання теплової енергії. Детально розвідане Берегівське родовище теплоенергетичних вод (Закарпаття) із запасами вод у 0,871 тис. м³/добу. Родовище експлуатується з 1973 року для наповнення басейну.

### Промислові підземні води
В Україні детально розвідане єдине Північно-Сиваське родовище промислових йодних вод на території Генічеського району Херсонської області біля села Щасливцеве в межах мілководної лагуни Сиваш Азовського моря, в північній частині Арабатської стрілки. Східна частина родовища знаходиться під водами Азовського моря.